# Paulette Duhalde
Paulette Duhalde (23 de julio de 1921 - 23 de abril de 1945) fue una combatiente de la resistencia francesa que operó bajo el alias de Jojo con la Red Jeanne en la región francesa de Normandía durante la Segunda Guerra Mundial. Delatada a la Gestapo por un espía de la red, fue detenida, juzgada, condenada a cinco años de prisión y encarcelada en Fresnes antes de ser deportada a un centro penitenciario de Aquisgrán, Alemania. Posteriormente fue trasladada a la prisión de Cottbus, cerca de Leipzig, y en 1944 al campo de concentración nazi de Ravensbrück. Allí murió el 23 de abril de 1945.
Honrada póstumamente con múltiples condecoraciones, entre ellas la Legión de Honor, su vida se recuerda en una pequeña exposición permanente en la Sala de la Deportación del Museo del Castillo de Flers en Flers de l'Orne.

## Trayectoria
Nació el 23 de julio de 1921 en Flers, Normandía, y fue bautizada en la iglesia católica de Saint-Germain. Interesada en la historia y las ciencias, estudió en la escuela de Notre-Dame y se interesó por la aviación y la vida religiosa. Aficionada a las novelas de espionaje, trabajó como empelada en la Banco de Francia de Flers hasta 1940, cuando la ocupación alemana llevó a la reducción de personal. Tras dos años como secretaria, recuperó su empleo en el banco.

### Segunda Guerra Mundial
A finales de noviembre de 1940 había conseguido un nuevo empleo como secretaria del industrial Alphonse Warcin, puesto que mantuvo hasta agosto de 1942, cuando pudo volver a trabajar como empleada del Banco de Francia. Mientras trabajaba en Warcin, se convirtió en una de las primeras combatientes de la Resistencia francesa en su comunidad al unirse a la Red Jeanne en febrero de 1941. Esta red, que debe su nombre a su director, Robert Jeanne, un oficial de reserva de la fuerza aérea del ejército francés, participó en actividades de resistencia destinadas a interrumpir las operaciones de la Luftwaffe nazi en la región francesa de Normandía. Mientras servía como oficial de enlace de la red del Comandante Nacional Rupied y Robert Esparre de Caen, funcionaba como mensajera bajo el alias Jojo. Entregaba comunicaciones de la resistencia entre Alençon, Caen, París y Vire, también observaba e informaba sobre el movimiento de tropas y equipo alemanes, y finalmente alcanzó el grado de subteniente de las Fuerzas Francesas del Interior, según los documentos asociados a las condecoraciones al valor que posteriormente recibiría del gobierno francés.
Durante el verano u otoño de 1942, la organización Jeanne fue infiltrada por un topo, lo que impulsó a sus dirigentes a disolver la red; su respuesta llegó demasiado tarde. Traicionados por ese individuo a la Geheime Staatspolizei (la organización de la policía secreta nazi conocida más comúnmente como la Gestapo), varios miembros de la antigua red fueron arrestados en noviembre de 1942, entre ellos Robert Jeanne y Henri Brunet, quienes fueron capturados el 11 de noviembre, y Pierre Doucet, la condesa de Majo-Durezzo y Louis Esparre, quienes fueron encontrados y arrestados en Perpiñán en diciembre.
Duhalde también se convirtió en una de las perseguidas durante esa redada. Interrogada por la Gestapo el 9 de diciembre de 1942 mientras trabajaba en la sucursal del Banque de France en Flers, consiguió transferir de forma encubierta una bolsa con documentos comprometedores de la Resistencia a una compañera de trabajo, la Sra. Vaubaillon, mientras agentes de la Gestapo entrevistaban a otros empleados del banco. Los agentes de la Gestapo reanudaron entonces su interrogatorio, decidieron arrestarla y la encarcelaron en la prisión de Fresnes el 12 de diciembre. Juzgada por espionaje por un consejo de guerra de la Luftwaffe alemana en París el 11 de mayo, fue condenada el 17 de junio de 1943 a cinco años de prisión en una fortaleza. De vuelta a la prisión de Fresnes, fue alojada en el tercer piso, en la celda número 308, y asignada a la cocina y  tareas de limpieza de la prisión, donde barría el suelo y lavaba ropa. Trasladada a la prisión de Aquisgrán el 8 de julio de 1943, fue deportada el 22 de julio a la prisión de Cottbus, cerca de Leipzig, Alemania.
El 21 de noviembre de 1944 fue trasladada desde Cottbus al campo de concentración de Ravensbrück. Se colocó un triángulo rojo en el uniforme, lo que indicaba su condición de prisionera política. Alojada en condiciones de hacinamiento e insalubridad, donde estaba expuesta a mujeres que padecían diversas enfermedades, cada vez estaba más desnutrida debido a la inadecuada alimentación que se suministraba. Su resistencia se debilitó aún más debido a las tareas que se le asignaban en días brutalmente calurosos o fríos, en los que tenía que descargar vagones llenos de pertenencias de las prisioneras recién llegadas, clasificarlas y transportarlas a los almacenamientos designados. En enero de 1945, una epidemia de tifus asoló el campo. Pocas semanas después, Duhalde enfermó de neumonía hasta el punto que tuvo que ser confinada en su barracón. A medida que su salud se deterioraba, sus amigas la escondían de los guardias nazis que buscaban candidatos para ser trasladados a las cámaras de gas del campo. Tras recuperarse brevemente, se obligó a regresar a su trabajo, pero pronto volvió a caer enferma y fue confinada junto con otras 150 mujeres enfermas en el Bloque 8 de Ravensbrück. Allí tuvo que compartir catre con otra mujer. Esa mujer, que sobrevivió a su enfermedad, informó más tarde de que la salud de Duhalde seguía empeorando constantemente, a pesar de los esfuerzos de sus amigas por animarla con noticias de la llegada de tropas rusas. Finalmente, tan débil que era incapaz de alimentarse o asearse, murió en Ravensbrück el 23 de abril de 1945.

## Reconocimientos
Paulette Duhalde fue honrada póstumamente con múltiples premios y su corta vida fue recordada a través de varios homenajes públicos:
- Legión de Honor;
- Croix de Guerre 1939-1945 con palmeras (Francia); y
- Medalla de la Resistencia .

En abril de 1945, su valor fue honrado con la colocación de una placa en el exterior del edificio del Banco de Francia en Flers; en 1966, el escultor Petrus modeló una imagen de ella para una estela, que se exhibió en la plaza central de Flers desde 1999 hasta su traslado a una iglesia en Saint-Germain. Su vida también es conmemorada en una pequeña exposición permanente en la Sala de la Deportación del Museo del Castillo de Flers en Flers de l'Orne.